# Desiderius Wein
Desiderius ("Dezsõ") Wein (19 de janeiro de 1873 - 5 de junho de 1944) foi um médico e ginasta, que competiu no Jogos Olímpicos de Verão de 1896 em Atenas.
Wein competiu nas barras paralelas, barra fixa, mesa e argolas. Ele não ganhou medalhas em nenhuma dessas competições, no entanto seu ranking exato é desconhecido. Ele morreu em Budapeste.